# Medea
Medea (tiếng Hy Lạp: Μήδεια, Mēdeia, tiếng Gruzia: მედეა, Medea) là một phụ nữ Colchis trong thần thoại Hy Lạp. Bà là con gái của Vua Aeëtes của Colchis,, cháu gái của Circe, cháu nội của thần mặt trời Helios, và sau đó là vợ của người anh hùng Jason, người đã có với bà hai đứa con là Mermeros và Pheres. Trong vở kịch của Euripides, Jason bỏ mặc Medea khi Creon, vua của Corinth ban tặng con gái của ông là Glauce cho Jason. Vở kịch kể về cách Medea báo thù sự phản bội của người chồng.

 
Medea miêu tả trong thần thoại về Jason và những người Argonaut, một thần thoại được biết nhiều nhất về từ một phiên bản văn học muộn thực hiện bởi Apollonius của Rhodes ở thế kỉ 3 tr.CN và được gọi là Argonautica. Medea được biết đến trong các truyện như một người làm bùa mê và thường được miêu tả như một nữ tư tế của nữ thần Hecate hay một phù thủy.

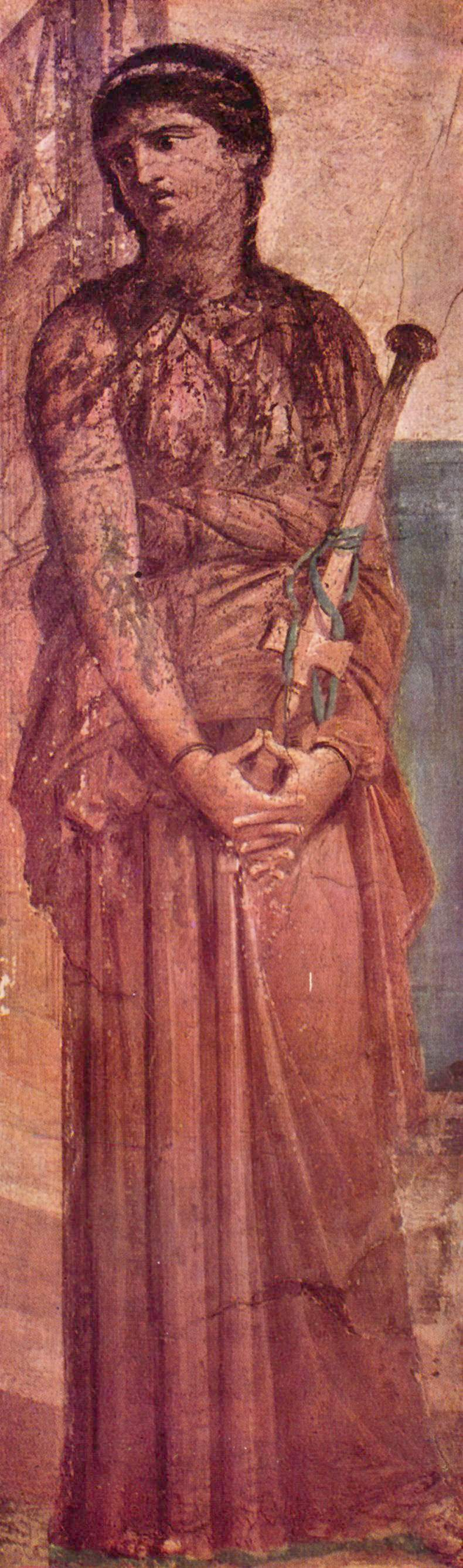
Medea trong bức bích họa từ Herculaneum
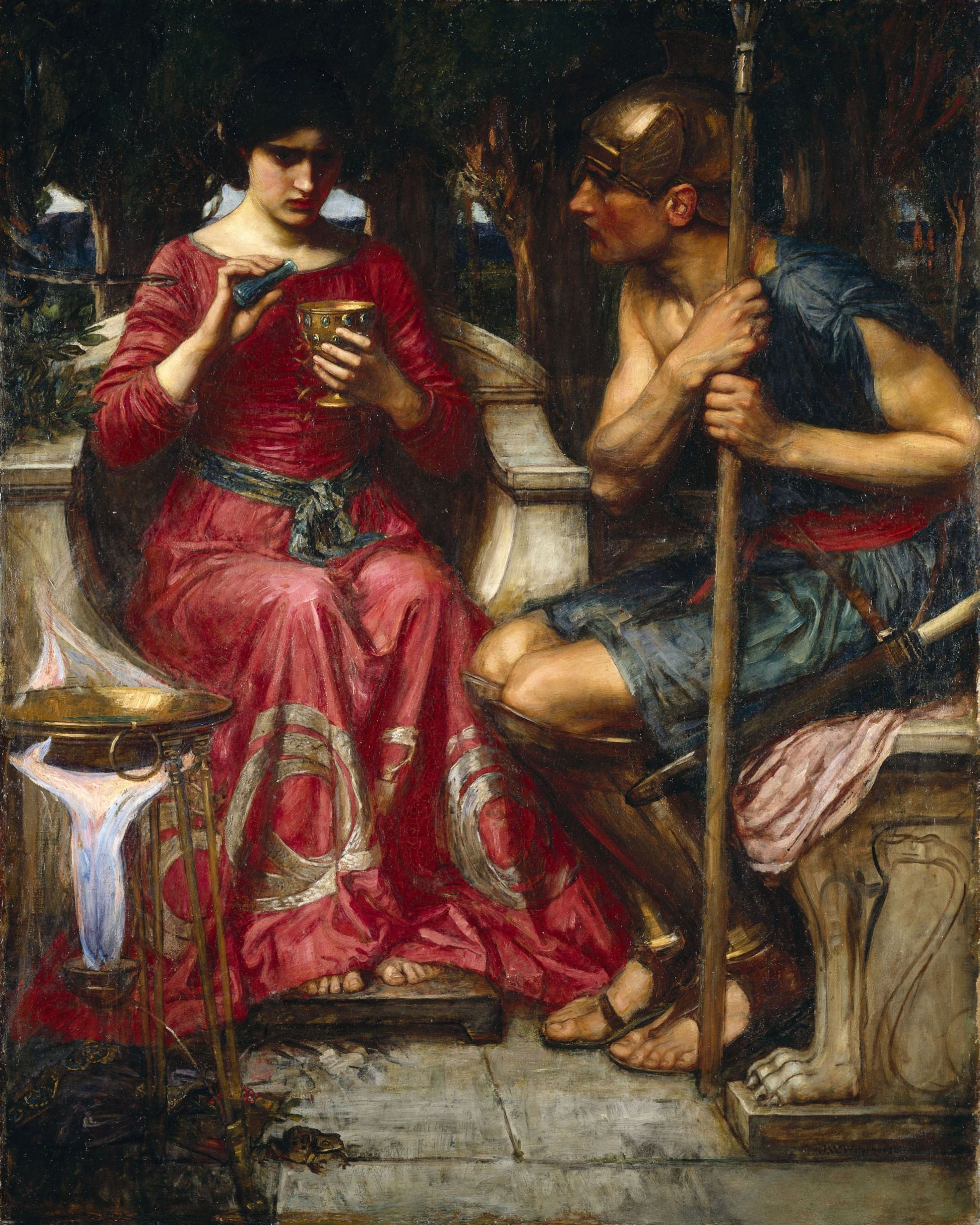
Jason và Medea của John William Waterhouse (1907)
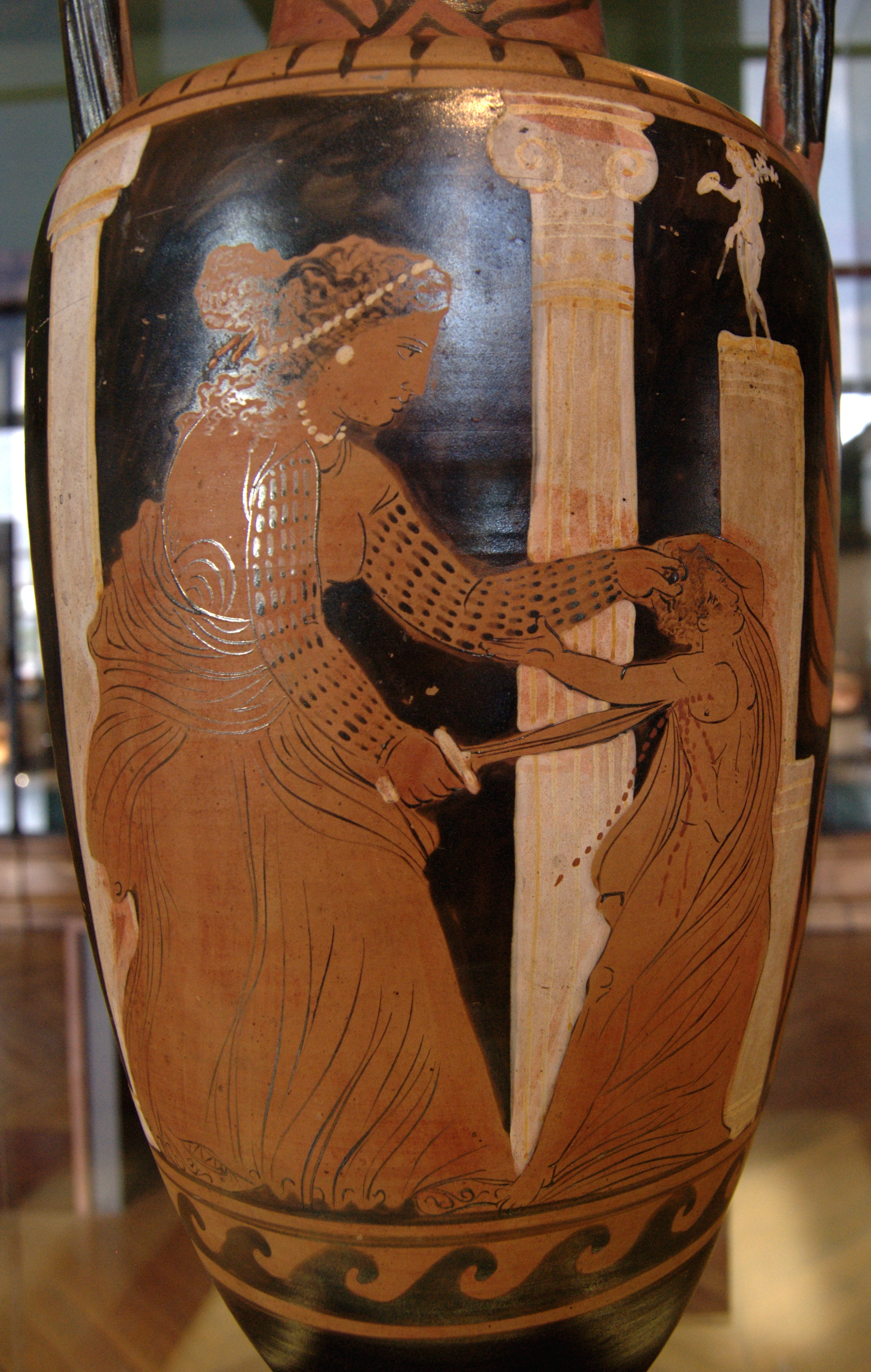
Medea giết một trong những đứa con của mình, k. 330 trước Công nguyên, Louvre
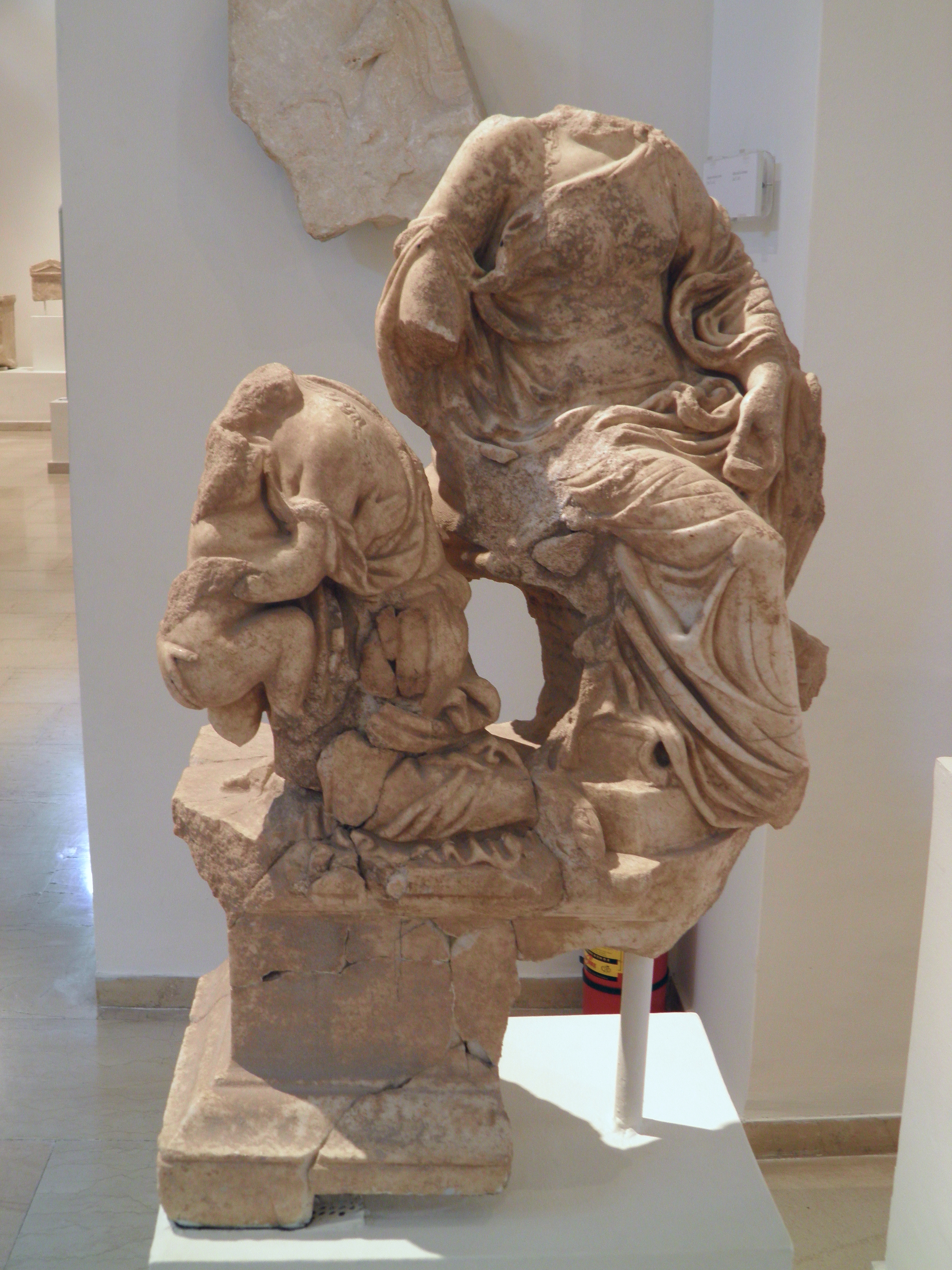
Tượng Medea và một y tá bảo vệ đứa trẻ, Bảo tàng Khảo cổ học Dion, Hy Lạp
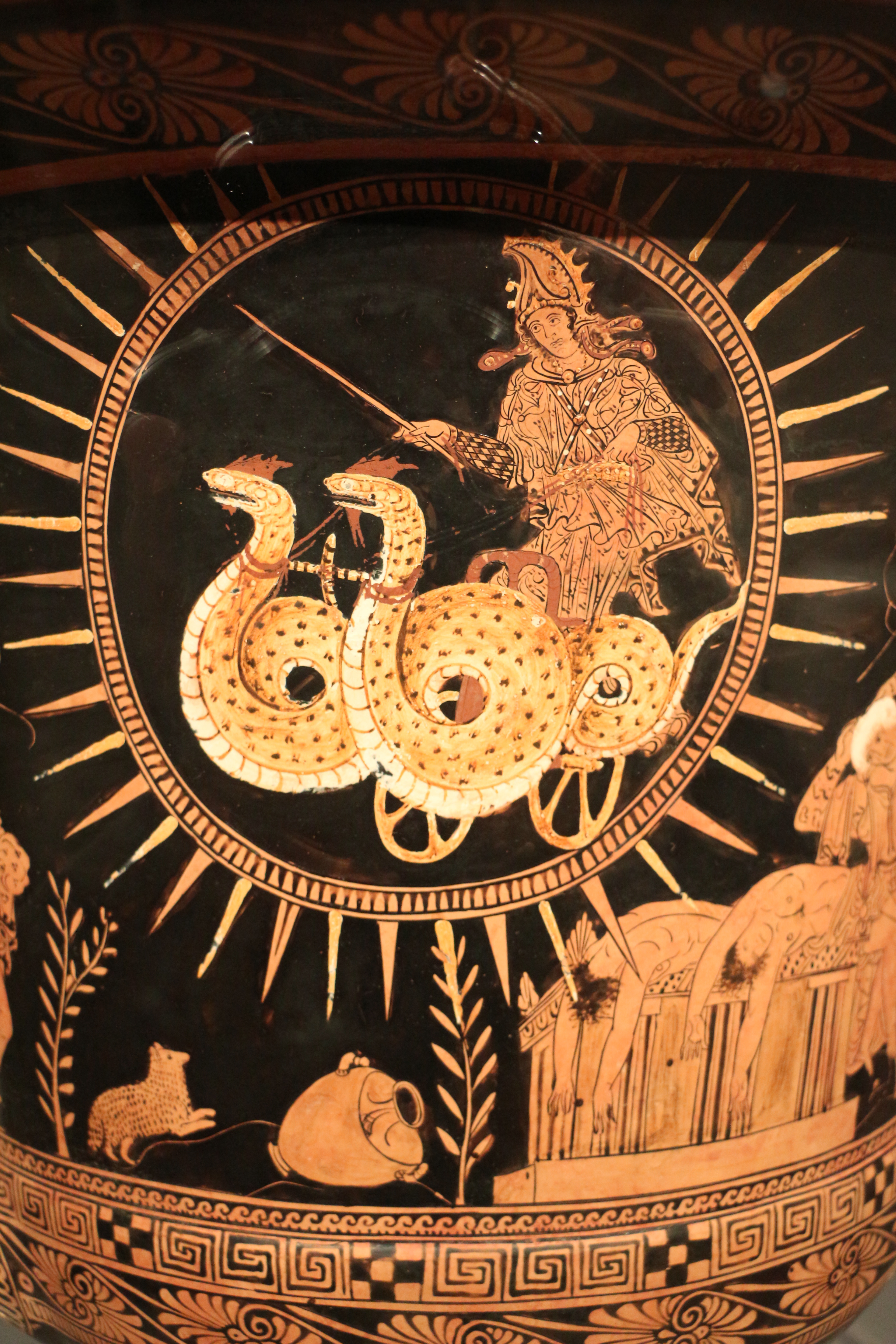
Medea bay trên cỗ xe của mình, Bảo tàng Cleveland, k. 480 TCN
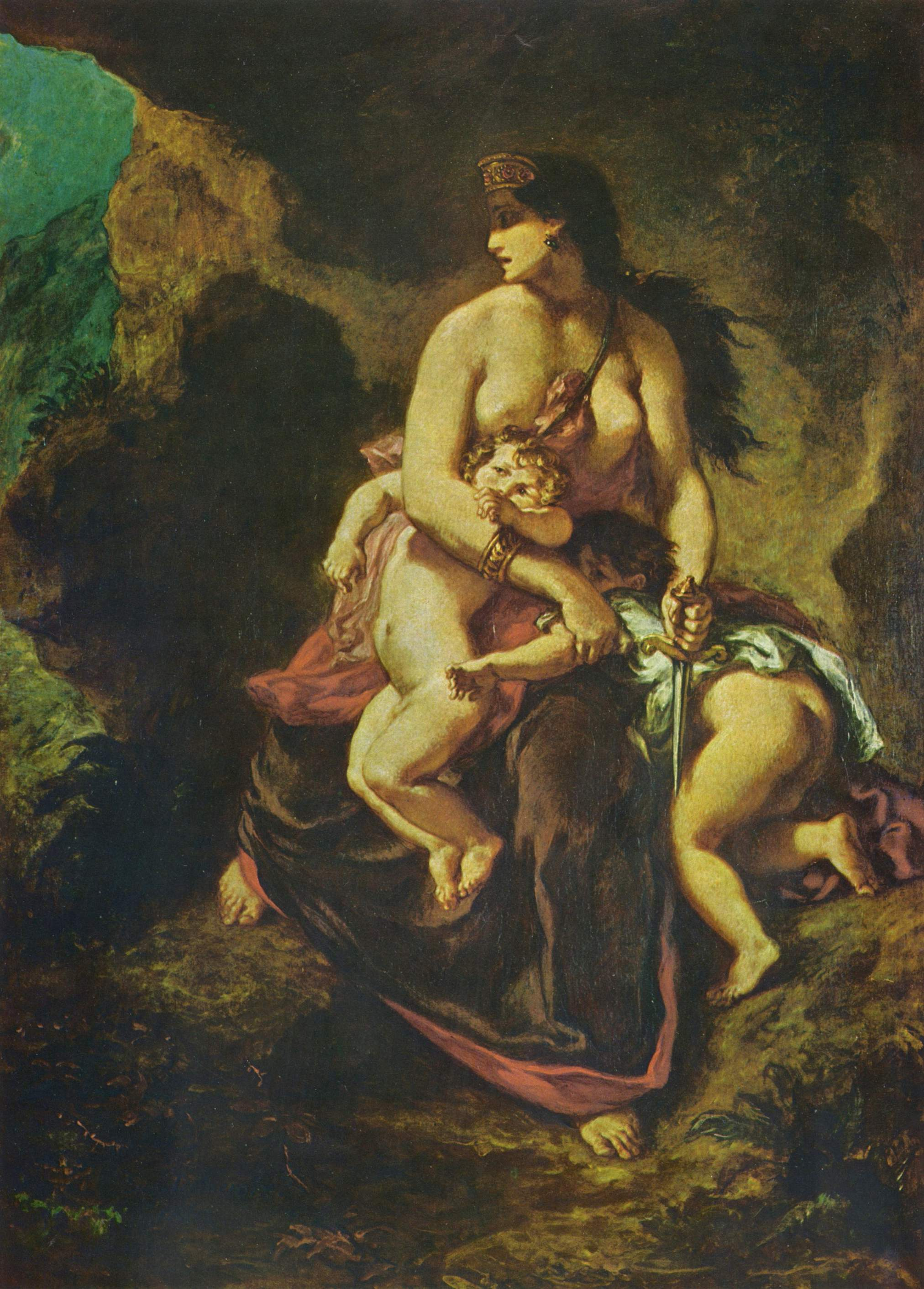
Medea sắp giết con của mình bởi Eugène Ferdinand Victor Delacroix (1862)
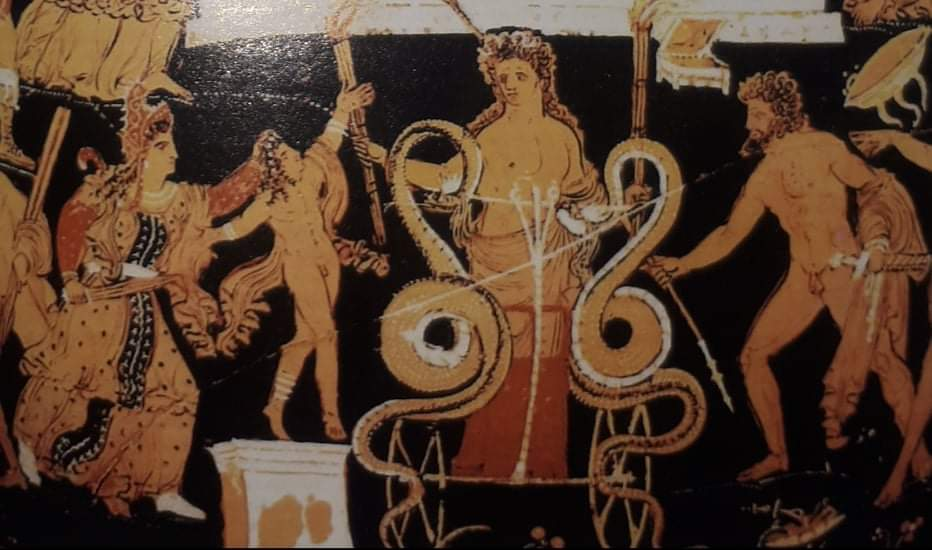
Medea chuẩn bị giết con mình trên bàn thờ, trong khi Helios, bị hai con rắn kéo và mang theo hai ngọn đuốc rực lửa, chứng kiến cảnh tượng. Jason xuất hiện lao tới từ bên cạnh, k. 320 TCN
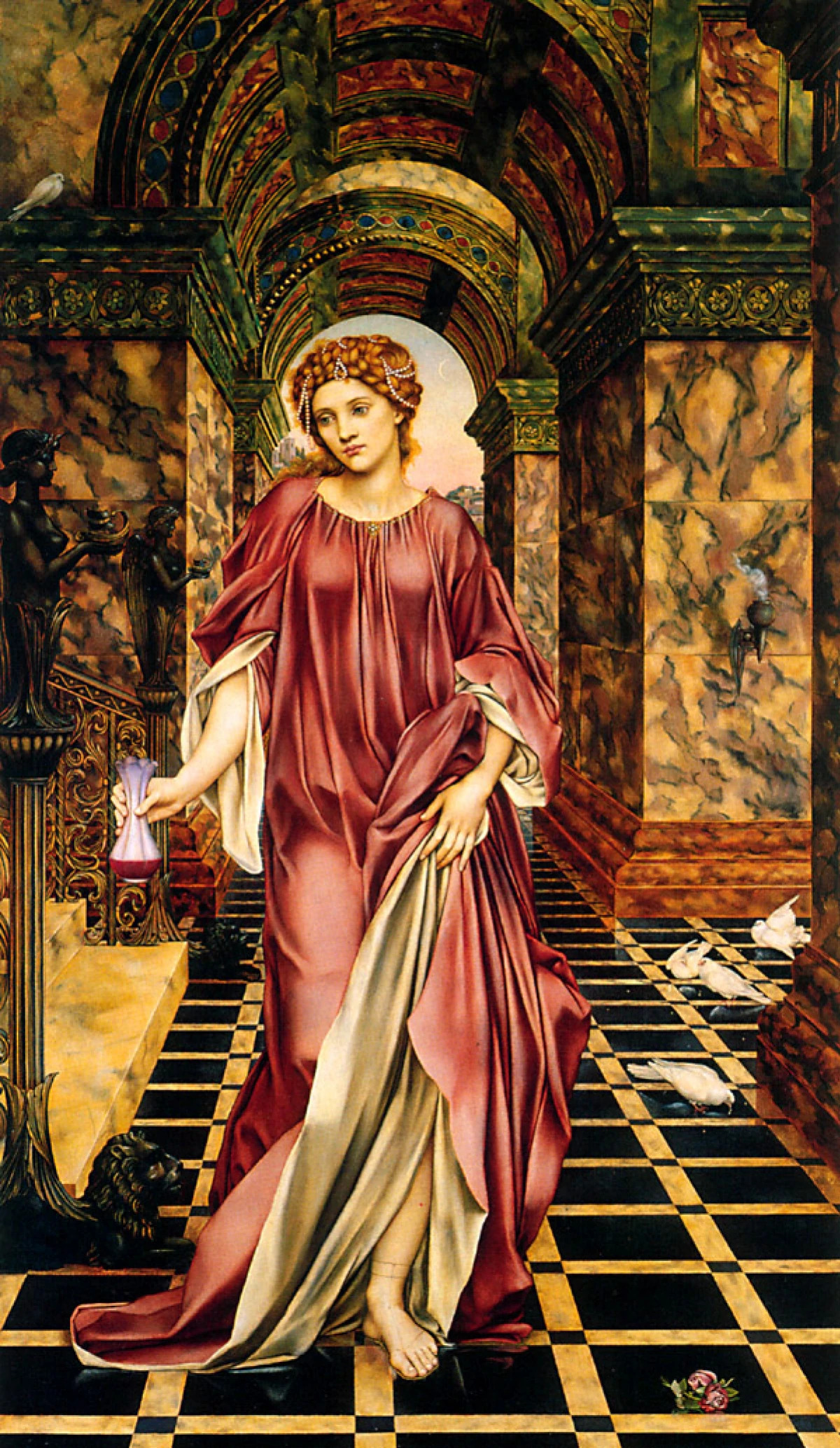
Medea bởi Evelyn De Morgan.